# 庐江公主
庐江公主（?—?），中国南北朝刘宋公主，父亲宋文帝。
庐江公主在嫁給了褚湛之的儿子褚澄。褚湛之是宋武帝刘裕的驸马，褚澄的母亲吴郡宣公主是庐江公主的姑姑。褚澄著有医书《杂药方》二十卷及《褚氏遗书》。庐江公主女儿为南齐东昏侯萧宝卷的皇后褚令璩。